# 短柱茶
短柱茶（学名：Camellia brevistyla），又稱短柱山茶，俗稱小果油茶（相對於大果油茶，即油茶），是山茶科山茶属的植物，为中国的特有植物。分布于中国大陆的广西、安徽、广东、福建、江西、浙江等地，生长于海拔500米至1,600米的地区，多生长在山坡阔叶林中、路边杂木林中、山坡林中、林中、林缘及山坡路边。

## 异名
- Camellia microphylla (Merr.) Chien
- Camellia obtusifolia Chang
- Hartia rotundisepala Yan